# Co może przynieść nowy dzień
Co może przynieść nowy dzień – pierwszy singiel Kasi Kowalskiej promujący album Pełna obaw. Autorem muzyki jest Jarosław Chilkiewicz oraz Kasia Kowalska, tekst autorstwa samej artystki.

## Lista utworów
- "Co może przynieść nowy dzień" (album version) //4:47

## Listy przebojów
| Notowania                          | pozycja |
| ---------------------------------- | ------- |
| Lista Przebojów Programu Trzeciego | 1       |
| Szczecińska Lista Przebojów        | 2       |
| Top 15 - Wietrzne Radio            | 6       |